# Principado de Eil
O Principado de Eil ou Emirado de Eil foi um Estado curdo formado ao redor da cidade de Eil a partir de sua conquista em 1049, e que sobreviveu até sua eventual dissolução em 1864. Os descendentes de seu fundador, Pir Mançor, governaram ininterruptamente Eil por quase oito séculos. Durante o governo do emir Maomé, o principado se expandiu para o sul até o monte Caraja, Palu e Elaze ao norte, Chermique a oeste e a área entre Hani e Lice a leste.

## História
Durante o reinado dos maruânidas, curdos das tribos humeiditas (Humeydiye), besnevitas (Beşneviye) e zuzanitas (zuzaniye) se estabeleceram em Eil, mudando a composição da área em detrimento da população de língua armênia, grega e siríaca. Foi durante este período que Pir Mançor (n. 989) se estabeleceu na cidade de Dijele, que era povoada por curdos da tribo dos mirdessanitas (Mirdesan). Pir Mançor se tornou seu líder devido à admiração que tinham por ele e um murxide, um status que seu filho e sucessor manteve. Por volta de 1049, Pir Mançor se estabeleceu na área de Cacari (ao redor das montanhas Sinjar) em 1049, quando atacou e conquistou Eil. Durante os dois governantes seguintes - Pir Muça, filho de Pir Mançor e seu neto Pir Bedir, que o principado foi estabelecido. Isso é atribuído ao apoio recebido de várias tribos, incluindo os mirdessanitas e sua liderança no sufismo.
O reinado de Pir Bedir foi curto, pois foi morto durante o cerco seljúcida do território em 1087. Foi sucedido por seu filho, o emir Bulduque, que nasceu depois que Pir Bedir morreu no exílio. A mãe de Bulduque morreu após dar à luz e ele foi criado pelos mirdessanitas. Na época em que o emir de Eil era Ibraim, os mirdessanitas abandonaram o título "Pir" por "Emir". Após a morte do emir Ibraim, o principado foi compartilhado entre seus três filhos. O principado e a Confederação do Cordeiro Branco (1378–1503) tinham relações amigáveis. O principado foi posteriormente capturado pelos safávidas (1501–1736), que então o perderam ao sultão Selim I (r. 1511–1520). Os otomanos permitiram que os moradores do principado se governassem e não interfeririam e foi isento do sistema timar. No entanto, quando os otomanos começaram a perder terras nos Bálcãs, começaram a recrutar homens de Eil, acabando com seu status especial. Em 1864, todos os seus privilégios foram abolidos e o emirado dissolvido.[10]